# James Jarvis
James "Bud" Jarvis, kanadski profesionalni hokejist, * 7. december 1907, Fort William, Ontario, Kanada
, † 7. maj 1983. 
Jarvis je igral na levem krilu. V ligi NHL je preživel 3 sezone, v katerih je zastopal barve treh različnih moštev - Pittsburgh Pirates, Philadelphia Quakers in Toronto Maple Leafs. 

## Kariera
Kariero je začel v Port Arthurju v članskem moštvu Port Arthur Ports. Oktobra 1929 je kot prost igralec podpisal pogodbo z NHL klubom Pittsburgh Pirates. V svoji edini sezoni v Pittsburghu je na 44 tekmah prispeval 19 zadetkov. Naslednje leto se je klub preselil v Filadelfijo in še naprej sodeloval v ligi NHL, le pod novim imenom Philadelphia Quakers. Ekipa je doživela tisto sezono pravo rezultatsko katastrofo in je prepričljivo zasedla zadnje mesto v Ameriški diviziji. Po sezoni je klub razpadel, večina igralcev pa se je razkropila v nižje lige in Jarvis ni bil nobena izjema.
Najprej je zaigral za Can-Am klub Springfield Indians in nato leta 1932 okrepil IHL moštvo Buffalo Bisons in zanj nastopal v naslednjih petih sezonah. Sredi sezone 1936/37, ko je klub Buffalo Bisons razpadel, se je pridružil NHL ekipi Toronto Maple Leafs in zanjo brez pravega učinka odigral 24 tekem ter se do konca sezone preselil v IAHL klub Syracuse Stars. V ligi IAHL je nato tri sezone igral za moštvo Providence Reds, konec sezone 1939/40 pa prestopil v drugo IAHL moštvo, moštvo Hershey Bears. Nekaj časa na začetku 40. let je še igral za amatersko moštvo Geraldton Gold Miners. Po dveh letih vojaške službe se je vrnil na ledene ploskve lige AHL, naslednice bivše IAHL lige, in znova zaigral za ekipo Hershey Bears. Od aktivne igralske kariere se je poslovil leta 1944.

### Pregled kariere
Odebeljeno - reprezentančni nastopi, glej tudi Statistika pri hokeju na ledu.
| Moštvo                | Liga        | Sezona |    | Redni del | Redni del | Redni del | Redni del | Redni del | Redni del |   | Končnica | Končnica | Končnica | Končnica | Končnica | Končnica |
| --------------------- | ----------- | ------ | -- | --------- | --------- | --------- | --------- | --------- | --------- | - | -------- | -------- | -------- | -------- | -------- | -------- |
| Moštvo                | Liga        | Sezona | OT | G         | P         | T         | +/-       | KM        | OT        | G | P        | T        | +/-      | KM       |          |          |
| Port Arthur Ports     | TBSHL       | 27/28  |    | 20        | 13        | 7         | 20        |           | 14        |   |          |          |          |          |          |          |
| Port Arthur Ports     | TBSHL       | 28/29  |    | 17        | 13        | 5         | 18        |           | 10        |   | 2        | 1        | 1        | 2        |          | 0        |
| Port Arthur Ports     | Pokal Allan | 28/29  |    |           |           |           |           |           |           |   | 7        | 4        | 4        | 8        |          | 6        |
| Pittsburgh Pirates    | NHL         | 29/30  |    | 44        | 11        | 8         | 19        |           | 32        |   |          |          |          |          |          |          |
| Philadelphia Quakers  | NHL         | 30/31  |    | 44        | 5         | 7         | 12        |           | 30        |   |          |          |          |          |          |          |
| Springfield Indians   | Can-Am      | 31/32  |    | 39        | 4         | 5         | 9         |           | 24        |   |          |          |          |          |          |          |
| Buffalo Bisons        | IHL         | 32/33  |    | 37        | 11        | 6         | 17        |           | 14        |   | 6        | 0        | 3        | 3        |          | 0        |
| Buffalo Bisons        | IHL         | 33/34  |    | 44        | 12        | 3         | 15        |           | 25        |   | 6        | 0        | 3        | 3        |          | 2        |
| Buffalo Bisons        | IHL         | 34/35  |    | 44        | 8         | 11        | 19        |           | 16        |   |          |          |          |          |          |          |
| Buffalo Bisons        | IHL         | 35/36  |    | 48        | 13        | 9         | 22        |           | 20        |   | 5        | 0        | 1        | 1        |          | 0        |
| Buffalo Bisons        | IAHL        | 36/37  |    | 10        | 3         | 0         | 3         |           | 6         |   |          |          |          |          |          |          |
| Toronto Maple Leafs   | NHL         | 36/37  |    | 24        | 1         | 0         | 1         |           | 0         |   |          |          |          |          |          |          |
| Syracuse Stars        | IAHL        | 36/37  |    | 12        | 1         | 1         | 2         |           | 24        |   | 7        | 0        | 0        | 0        |          | 7        |
| Providence Reds       | IAHL        | 37/38  |    | 47        | 6         | 6         | 12        |           | 4         |   | 7        | 1        | 1        | 2        |          | 0        |
| Providence Reds       | IAHL        | 38/39  |    | 51        | 2         | 16        | 18        |           | 14        |   | 5        | 0        | 0        | 0        |          | 0        |
| Providence Reds       | IAHL        | 39/40  |    | 27        | 9         | 15        | 24        |           | 6         |   |          |          |          |          |          |          |
| Hershey Bears         | IAHL        | 39/40  |    | 23        | 9         | 12        | 21        |           | 4         |   | 6        | 1        | 0        | 1        |          | 2        |
| Geraldton Gold Miners | GBHL        | 40/41  |    | 19        | 4         | 4         | 8         |           | 4         |   | 4        | 1        | 0        | 1        |          | 0        |
|                       |             |        |    |           |           |           |           |           |           |   |          |          |          |          |          |          |
| Hershey Bears         | AHL         | 43/44  |    | 31        | 8         | 14        | 22        |           | 2         |   | 7        | 1        | 1        | 2        |          | 0        |
| Skupaj                |             |        |    | 581       | 133       | 129       | 262       |           | 229       |   | 62       | 9        | 14       | 23       |          | 17       |